# Schirmbach (Creglingen)
Schirmbach ist ein Wohnplatz auf der Gemarkung des Creglinger Stadtteils Reinsbronn im Main-Tauber-Kreis im fränkisch geprägten Nordosten Baden-Württembergs.

## Geschichte
Der Ort wurde im Jahre 1371 erstmals urkundlich als Schirenbach erwähnt. Der Ortsname stammt möglicherweise vom althochdeutschen Wort schir (= lauter, rein). Schirmbach gehörte einst zur Herrschaft Brauneck und teilte deren Geschichte. Der Ort kam als Teil der ehemals selbständigen Gemeinde Reinsbronn am 1. Februar 1972 zur Stadt Creglingen.

## Religion
Kirchlich gehört Schirmbach zu Creglingen.

## Kulturdenkmale
Kulturdenkmale in der Nähe des Wohnplatzes sind in der Liste der Kulturdenkmale in Creglingen verzeichnet.

## Verkehr
Der Ort ist über die K 2871 zu erreichen. Im Ort befindet sich die gleichnamige Straße Schirmbach. Durch Schirmbach verläuft der Fränkische Marienweg.